# Венгловский, Виктор Фёдорович
Ви́ктор Фёдорович Венгло́вский (17 мая 1926, Балта — 28 марта 1994, Санкт-Петербург) — российский и советский тромбонист и музыкальный педагог; артист ЗКР АСО Ленинградской филармонии, профессор Ленинградской консерватории, Заслуженный артист РСФСР

## Биография
Виктор Венгловский окончил музыкальное училище при Ленинградской консерватории в 1948 году по классу Иосифа Гершковича. В 1953 году он окончил Ленинградскую консерваторию по классу Акима Козлова, а в 1966 — аспирантуру консерватории под руководством Михаила Буяновского.

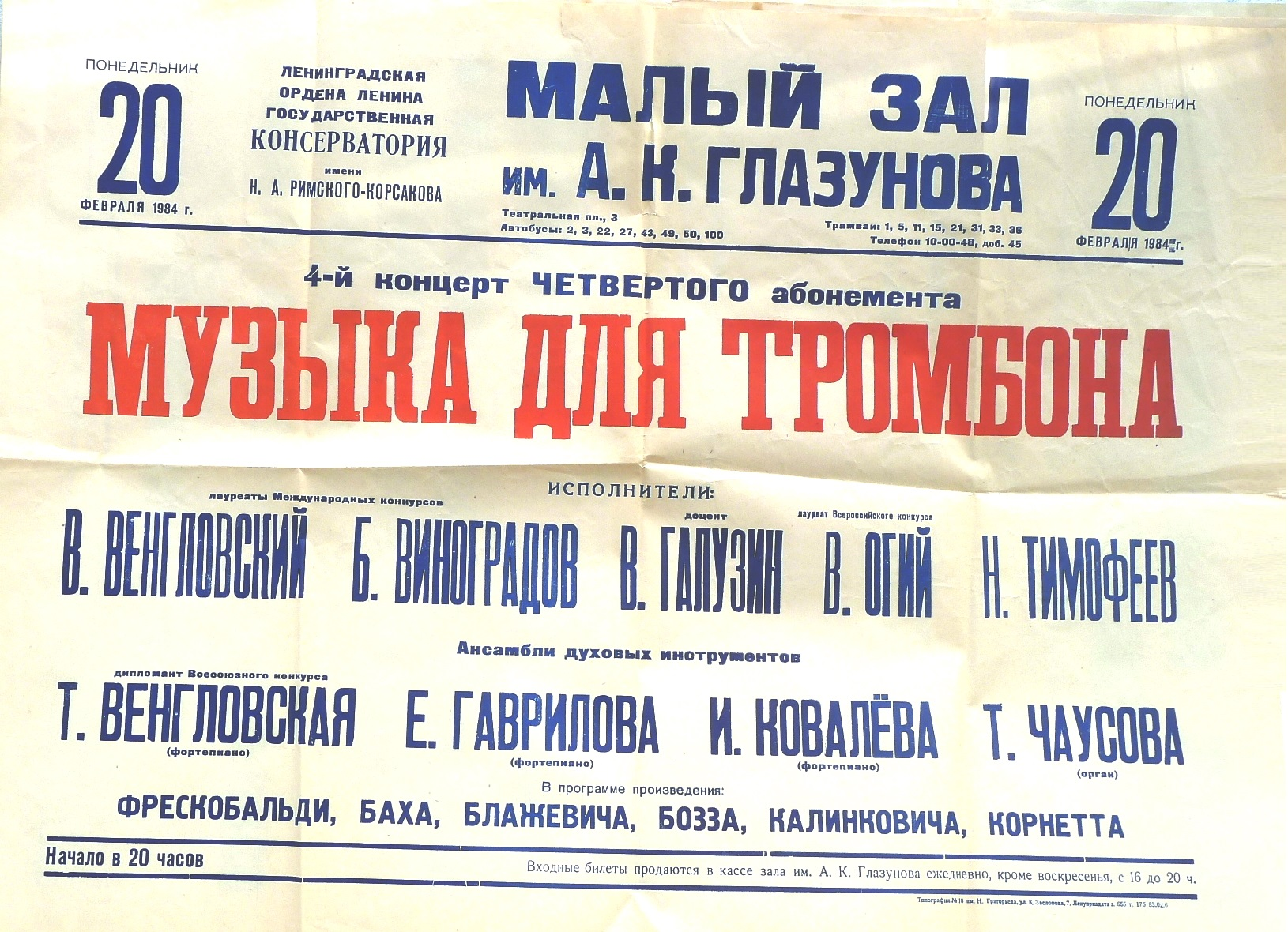
Одна из концертных афиш В.Ф.Венгловского, 1984, Малый зал им. А.К.Глазунова Ленинградской консерватории

С 1950 год Венгловский играл в заслуженном коллективе Ленинградской филармонии. Помимо работы в оркестре, он также выступал как солист и в составе различных ансамблей. Венгловский сделал большое количество записей на радио и телевидении. Фирмой «Мелодия» были изданы несколько пластинок с его сольными записями и ансамблей с другими известными музыкантами, в том числе с пианистом Павлом Серебряковым и валторнистом Виталием Буяновским.

## Награды, звания
- Международный конкурс на IV Всемирном фестивале демократической молодежи и студентов в Бухаресте, лауреат (II место), 1953 год
- Почётное звание «Заслуженный артист РСФСР», Указ Президиума Верховного Совета РСФСР от 8 июля 1991 года